# Де Врис, Геррит
Геррит Абрахамсон де Врис (нидерл. Gerrit Abrahamszoon de Vries; 22 февраля 1818, Харлем — 4 марта 1900, Гаага) — нидерландский политический и государственный деятель,  юрист, премьер-министр Нидерландов (4 июня 1872—27 августа 1874). Доктор наук.

## Биография
Отец ботаника Хуго де Вриса. Образование получил в университете  Лейдена (1839) у Йохана Рудольфа Торбеке. 
В 1850–1858 годах был членом провинциального совета Северной Голландии, в 1851–1853 годах — член городского совета Харлема, в 1853-1858 — член провинциальной исполнительной власти Северной Голландии, в 1862–1872 гг. —	Член Государственного совета Нидерландов.
Будучи министром юстиции в 1872–1874 годах, потерпел неудачу при попытке создать новый Закон о судебной власти в стране. 
С 4 июня 1872 по 27 августа 1874 года занимал пост премьер-министр Нидерландов.
В 1875-1877 годах был членом Второй палаты Генеральных штатов вернулся на работу в Государственный совет. В 1891–1900 годах возглавлял	Государственный совет на чрезвычайной службе.